# Erdmann de Sajonia-Lauenburgo-Franzhagen

Escudo del duque Erdmann

Erdmann Francisco de Sajonia-Lauenburgo (1649-1660) fue un duque de Sajonia-Lauenburgo-Franzhagen.

## Biografía
Hijo del duque Francisco Enrique de Sajonia-Lauenburgo y María Juliana de Nassau-Siegen. Su padre pertenecía a la Casa de Ascania y a la rama de Sajonia-Lauenburgo su abuelo era Francisco II de Sajonia-Lauenburgo.

## Gobierno
Al fallecer Francisco Enrique heredó el ducado como Infantazgo.

## Sucesión
Cuando falleció, su hermana Leonor Carlota heredó el ducado y lo traspasó a su esposo el duque Cristián Adolfo de Schleswig-Holstein-Sonderburg-Franzhagen e hijos